# Canfranc
Canfranc és un municipi aragonès situat a la província d'Osca i enquadrat a la comarca de la Jacetània.
La població és important com a nucli de comunicacions i d'esports hivernals. Des d'antic ha estat un pas a través dels Pirineus i ara compta amb el túnel del Somport que ha substituït el trànsit a través del port de muntanya. L'octubre del 1288 s'hi signà el Tractat de Canfranc entre Alfons II d'Aragó i Eduard I d'Anglaterra.
Canfranc és el lloc d'entrada del Camí de Sant Jaume per Aragó.
La Torreta de los fusileros, una torre defensiva de tres plantes construïda el 1876, constitueix un lloc d'interès històric i cultural.

## Demografia
Evolució de la població de Canfranc des de la dècada dels anys 20 fins al 2007:

## Política
|      | PAR | PSOE | Altres | Total |
| ---- | --- | ---- | ------ | ----- |
| 2007 | 5   | 2    | 0      | 7     |

## Estació de Canfranc
L'estació de tren de la línia Osca-Canfranc és de llarg la construcció més gran de la població. Va ser construïda en grans dimensions -una de les més grans d'Espanya- i va ser inaugurada el 18 de juliol del 1928 pel rei Alfons XIII. Era internacional Transpirinenc fins al 1970, però de llavors ençà ha anat perdent tota l'esplendor que tenia. El 27 de març del 1970 s'enfonsà el pont de L'Estanguet en la part francesa i la via restà totalment interrompuda. L'estació està actualment en procés de restauració.

## Agermanament
- Municipi de La Concordia, al nord de Nicaragua